# 黑猴 (电影)
《黑猴》是一部上映于1926年的荷属东印度（今印度尼西亚）奇幻默片电影，由L·希爾多普导演并制作。这部电影改编自巽他民间故事《失落的黑猴》，由贵族阶级的孩子们主演，讲述了一个年轻的女孩爱上了一只神奇的乌叶猴的故事。这是荷属东印度第一部剧情片，也是第一部由土著演员出演的电影。尽管具体细节不得而知，这部电影的技术与票房均被认为不佳。《黑猴》可能已经散失。

## 情节
普巴拉朗（Purbararang）和普巴萨里（Purbasari）是一对相互竞争的姐妹。姐姐普巴拉朗的男友因陀罗阇耶（Indrajaya）是一个英俊的人，而妹妹普巴萨里的情人是一只名为古鲁·米南（Guru Minang）的乌叶猴。普巴拉朗因此嘲笑普巴萨里。然而，女孩们发现古鲁·米南实际上是一个比因陀罗阇耶更英俊的神。

## 制作
1900年，荷屬東印度首次进行了电影放映。在随后的20年中，该地进口主要来自于美国的国外电影，并在全境放映。荷屬東印度地區的纪录片生产始于1911年，但无法与进口作品竞争。1923年，中东电影公司（Middle East Film Co.）牵头进行本地劇情長片制作，但该工作并未完成。

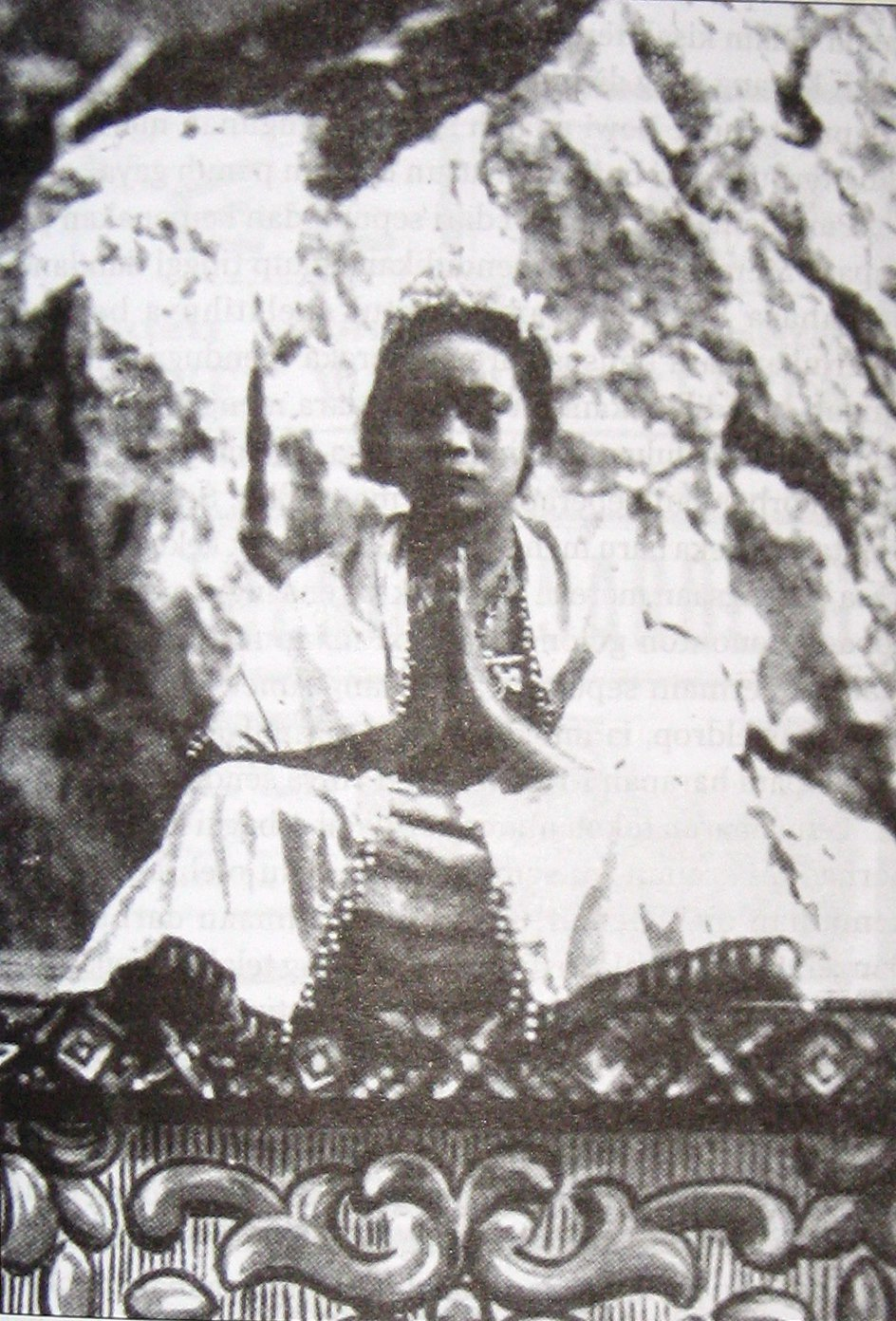
宣传片剧照中有一位演员穿着戏服

在进口作品的压力下，曾制作过纪录片《原住民鳄鱼猎人》（Inlanders op de Krokodillenjacht）的爪哇电影公司（Java Film）在1926年选择制作一部基于巽他族民间故事《失落的黑猴》的影片。该公司的所有者L·希爾多普担任导演和制片人，而研究室负责人G·克鲁格尔斯负责摄影和处理。尽管希爾多普曾有在美国工作的经历，有关两人背景的资料很少。
该电影的演员完全是在学校校长加达布拉达（Kartabrata）的配合下，从贵族阶层中选取的，其中有原万隆縣令威拉纳达库苏玛五世的孩子。威拉纳达库苏玛五世资助了这部电影，来推广巽他人的文化。在这之前他曾将故事改编为舞台剧。国防部为该电影提供了进一步的补贴，并捐赠了卡车以简化拍摄。
拍摄于1926年8月开始。工作人員为拍摄几个山洞中的场景，特意在加朗山（Karang Hill）开挖了一个山洞。希爾多普无法让演员们认真表演，于是按照他们的意愿拍摄了几个场景，然后向他们展示结果。在意识到表演令人失望之后，演员们开始服从导演。之后，他们开始对每个场景进行至少两次的排练，加达布拉达站在摄影师后面并对演员们进行指导。

## 发行和反响
这部电影于1926年12月31日在万隆的东方剧院和埃利塔剧院上映。这是印尼第一部国产电影，也是第一部采用土著演员制作的电影。荷兰语和马来语出版物均刊登了该电影的广告。现场有巽他甘美蘭表演提供音乐。这部电影仅放映一周，之后被好莱坞影片所取代。尽管该电影的票房没有记录，但被认为不佳。
有署名“万隆人”（Bandoenger）的作者在《全景》杂志上评论称，与进口影片相比，该影片的技术质量较差，这表明该片制作资金不足。审查指出，有些演员并未得到报酬。印度尼西亚电影史学家米斯巴赫·尤萨·比兰写道，由于巽他人的文化和舞蹈对其他族群，特别是爪哇人来说不那么有趣，因此在东爪哇以外的地区，这部电影会受到冷落。澳大利亚纽卡斯尔大学电影研究讲师威廉·范·德·海德（William van der Heide）指出，欧洲电影摄制者倾向于将原住民描绘成原始人，这也可能导致票房不佳。

## 后续影响
尽管后续没有希爾多普参与故事片制作的记录，G·克鲁格尔斯仍在导演多部电影，包括发行于1931年的该地区第一部有声电影《捕蛙人卡納迪》，然后于1936年离开该国。至少有一名演员乌玛（Oemar）在出演《黑猴》后继续出演了其他电影。原故事《失落的黑猴》分别于1952年和1983年再次被改编为电影。
《黑猴》发行后，东印度群岛境内电影开始大量涌现。第二部本地作品《安斯·阿琪》发行于1927年，由G.克鲁格尔斯导演，并得到了广泛的发行。随着1928年《爪哇的茉莉花》（Lily van Java）的发行，华人开始涉足这一行业。1940年时，本地导演已经相当普遍。然而，印尼人认为真正的第一部电影是1949年荷兰承认印尼独立后，1950年烏斯瑪爾·伊斯邁耳 导演的《血與誓》（Darah dan Doa）。
《黑猴》可能是一部散失電影。美国视觉人类学家卡尔·G·海德 （Karl G. Heider）写道，所有1950年之前发行的印尼电影都已散失。但实际上，J·B·克里斯坦托（J.B. Kristanto）在《印尼电影目录》中表示，印尼電影資料館收录了几部荷属东印度电影，使之得以流传。而比兰指出荷兰政府新闻处收藏了几部日本宣传电影，并使之留存至今。

### 脚注
1. 1 2 3 4 5  Konfidan Foundation.
2. ↑  Biran 2009，第2頁.
3. 1 2  Biran 2009，第33–35頁.
4. ↑  Biran 2009，第53頁.
5. ↑  Biran 2009，第57頁.
6. ↑  Biran 2009.
7. 1 2 3  Biran 2009，第60–61頁.
8. 1 2  Said 1982，第6頁.
9. ↑  Biran 2009，第63頁.
10. ↑  Setiawati 2012, Sundanese Tale.
11. 1 2 3 4  Biran 2009，第66–68頁.
12. 1 2  Biran 2009，第73頁.
13. 1 2  van der Heide 2002，第127頁.
14. 1 2 3  Biran 2009，第69頁.
15. ↑  Biran 2009，第72頁.
16. ↑  Said 1982，第16頁.
17. ↑  Biran 2009，第115頁.
18. ↑  Biran 2009，第379–381頁.
19. ↑  Kahin 1952，第445頁.
20. ↑  Biran 2009，第45頁.
21. ↑  Sabarini 2008, National Film Day.
22. ↑  Heider 1991.
23. ↑  Biran 2009，第351頁.